# I тысячная когорта фракийцев
I тысячная когорта фракийцев (лат. Cohors I Thracum milliaria) — вспомогательное подразделение армии Древнего Рима.
В первый раз данное подразделение упоминается в военном дипломе из Сирии, датированном 91 годом. Существуют сведения,что в 124 году когорта находилась в иудейском городе Эйн-Геди. В 139 году она все ещё пребывала в Иудее, а в начале V века стояла гарнизоном в аравийском городе Адиффа.